# Rekha Thomas
Rekha Rachel Thomas é uma matemática e pesquisadora operacional estadunidense. É professora de matemática da Universidade de Washington, onde foi Robert R. and Elaine F. Phelps Professor de 2008 a 2012. Seus interesses de pesquisa incluem otimização e álgebra computacional.
Thomas obteve um Ph.D. em pesquisa operacional na Universidade Cornell em 1994, orientada por Bernd Sturmfels; trabalhou em sua tese com bases de Gröbner e programação inteira. Antes de ir para a Universidade de Washington em 2000 conduziu estudos de pós-doutorado na Universidade Yale e no Zuse Institute Berlin, e teve um cargo na faculdade da Texas A&M University do começo de 1995.
Thomas é autora do livro-texto Lectures in Geometric Combinatorics (Student Mathematical Library, 33, American Mathematical Society, 2006).
Em 2012 foi uma dos inaugural fellows da American Mathematical Society. Foi palestrante convidada do Congresso Internacional de Matemáticos no Rio de Janeiro (2018: Spectrahedral lifts of convex sets).